# Theodorus Schrevelius (1643-1704)
Theodorus Schrevelius (Leiden, gedoopt 20 december 1643 – aldaar, 12 januari 1704) was een Leids bestuurder.
Schrevelius was een zoon van dr. Cornelius Schrevelius (1608-1664), rector van de Leidse Latijnse school. Hij promoveerde in de rechten te Leiden op 23 mei 1669 op Disputatio juridica inauguralis de usucapionibus .... Hij was lid van de vroedschap van Leiden tussen 1673 en 1704, schepen aldaar tussen 1677 en 1681 en opnieuw tussen 1687 en 1688. Hij was burgemeester van die stad in 1682, 1689, 1693, 1700-1701 en 1704. Hij was afgevaardigde naar de Staten-Generaal van 1694-1695 en was lid van de admiraliteit tussen 1683 en 1685.
Hij huwde in 1674 met Margaretha Barbarij (1642-1677), die enkele jaren daarna overleed, waarna hij in 1677 hertrouwde met Elisabeth van Peenen (1650-1700). Hij kreeg negen kinderen, onder wie bestuurder mr. Cornelius Schrevelius (1678-1751) en hij was de grootvader van mr. Theodorus Schrevelius (1719-1785), tevens burgemeester van Leiden.
- Biografisch Portaal: 25815350
- Digitale Bibliotheek voor de Nederlandse Letteren: schr106
- Nederlandse Thesaurus van Auteursnamen: 121388212
- Virtual International Authority File: 7018153411847941700006
- WorldCat: E39PBJqVYYxrpyc7qwjvtyYgKd